# Казачий полковник
Казачий полковник — чин штаб-офицера казачьих войск в Российской империи, соответствует полковник в армии. Командиры иррегулярных полков в казачьих войсках.

## Описание
Погоны такие же, как и у войскового старшины, но без звёздочек с двумя просветами или эполетами.
Высший штаб-офицерский чин в казачьих войсках.
Присваивался командирам полков (пехота, кавалерия, артиллерия).
Чин в казачьих войсках:
| младший чин: Войсковой старшина | Казачий полковник | старший чин: Казачий генерал-майор |

## История
Принадлежность чина —  Российская империя,  Российская республика,  ВВД, и др.
В Российской империи, Российской республике и Белом движении — Казачий чин, высший штаб-офицерский чин в казачьих войсках. Присваивался командирам казачьих полков.

## Чин казачьих обществ РФ
Погоны полковника казачьих обществ
С 1998 года — чин членов казачьих обществ, внесенных в Государственный реестр казачьих обществ в Российской Федерации. Чин относится к специальным званиям и не является квалификационным разрядом государственных служащих..
Установлен Указом Президента Российской Федерации от 24 апреля 1998 года № 447 «О форме одежды, знаках различия и чинах не проходящих военную службу членов казачьих обществ, внесенных в государственный реестр казачьих обществ в Российской Федерации».
Знаки различия
В соответствии с Указом Президента Российской Федерации от 9 февраля 2010 г. № 171 погоны — прямоугольные, с трапециевидным верхним краем, с полями из галуна специального переплетения серебристого цвета или цвета ткани одежды, с кантами установленных (по казачьим обществам) цветов.
На погонах нет пятилучевых звезды.
| Войсковой старшина | Казачий полковник | Казачий генерал |